# Syncopy
Syncopy Inc. é uma empresa de produção cinematográfica britânica fundada pelo cineasta Christopher Nolan e sua esposa Emma Thomas. O nome "Syncopy" deriva de "síncope", o termo médico para desmaio ou perda de consciência.

## História
A Syncopy fez parceria com a Legendary Pictures para produzir Batman Begins (2005), The Prestige (2006), The Dark Knight (2008), Inception (2010) e The Dark Knight Rises (2012), todos dirigidos por Christopher Nolan, para a Warner Bros. Pictures. Syncopy co-produziu Man of Steel (2013), de Zack Snyder. Syncopy lançou Interstellar (2014), dirigido por Nolan, e Dunkirk (2017), o filme mais bem avaliado de Nolan junto com The Dark Knight. A empresa é localizada em Londres, Inglaterra.

## Filmografia

### Lançamentos
| Ano | Título                | Diretor | Co-produtora(s)                                                                          | Distribuidora(s)                    | Rotten Tomatoes | Bilheteria     |
| --- | --------------------- | --- | ---------------------------------------------------------------------------------------- | ----------------------------------- | --------------- | -------------- |
| 2005 | Batman Begins         | Christopher Nolan | Legendary Pictures / DC Entertainment                                                    | Warner Bros.                        | 84%             | $374.218.673   |
| 2006 | The Prestige          | Christopher Nolan | Touchstone Pictures / Newmarket Films                                                    | Buena Vista Pictures / Warner Bros. | 76%             | $109.676.311   |
| 2008 | The Dark Knight       | Christopher Nolan | Legendary Pictures / DC Entertainment                                                    | Warner Bros.                        | 94%             | $1.004.558.444 |
| 2008 | Batman: Gotham Knight | \| Veja lista \| \| ------------------------------------------------------------------------------------------------------------------------------------------------------------ \| \| - Shoujirou Nishimi (pt. 1) - Futoshi Higashide (pt. 2) - Hiroshi Morioka (pt. 3) - Yasuhiro Aoki (pt. 4) - Toshiyuki Kubooka (pt. 5) - Jong-Sik Nam (pt. 6) \| | Warner Premiere / DC Entertainment / Studio 4°C / Madhouse / Bee Train / Production I.G. | Warner Bros.                        | 83%             | $9.508.606     |
| 2010 | Inception             | Christopher Nolan | Legendary Pictures                                                                       | Warner Bros.                        | 86%             | $825.532.764   |
| 2012 | The Dark Knight Rises | Christopher Nolan | Legendary Pictures / DC Entertainment                                                    | Warner Bros.                        | 87%             | $1.081.041.287 |
| 2013 | Man of Steel          | Zack Snyder | Legendary Pictures / DC Entertainment / Cruel and Unusual Films                          | Warner Bros.                        | 55%             | $668.045.518   |
| 2014 | Interstellar          | Christopher Nolan | Legendary Pictures / Lynda Obst Productions                                              | Paramount Pictures / Warner Bros.   | 71%             | $672.578.526   |
| 2017 | Dunkirk               | Christopher Nolan | RatPac-Dune Entertainment                                                                | Warner Bros.                        | 92%             | $525,573,161   |
| 2020 | Tenet                 | Christopher Nolan | Warner Bros.                                                                             | Warner Bros.                        | 69%             | $365,304,105   |
| 2023 | Oppenheimer           | Christopher Nolan | Atlas Entertainment                                                                      | Universal Studios                   | 94%             |                |
| Veja lista |                       | |                                                                                          |                                     |                 |                |
| - Shoujirou Nishimi (pt. 1) - Futoshi Higashide (pt. 2) - Hiroshi Morioka (pt. 3) - Yasuhiro Aoki (pt. 4) - Toshiyuki Kubooka (pt. 5) - Jong-Sik Nam (pt. 6) |                       | |                                                                                          |                                     |                 |                |